# Ladislav Pecháček
Ladislav Pecháček (* 6. prosince 1940 Litomyšl) je český lékař, spisovatel a humorista.

## Studium a profesní kariéra
Na jedenáctileté střední škole v Litoměřicích odmaturoval v roce 1958. Poté studoval medicínu na vojenské lékařské fakultě v Hradci Králové, kterou absolvoval v roce 1964. Po studiích pracoval jako sekundář ve Vojenské nemocnici v Plzni. Od roku 1966 působil jako posádkový lékař v Chomutově. Po vyloučení z armády v 1971 z politických důvodů pracoval v Chomutově jako obvodní lékař. V letech 1974 až 1989 byl obvodním a závodním lékařem v Prachovicích na Chrudimsku. V letech 1990 až 1991 pracoval v Chrudimi jako posudkový lékař, později se zde stal vedoucím referátu zdravotnictví a zástupcem přednosty okresního úřadu. V roce 2001 odešel do penze a současně pracoval pro zdravotní pojišťovnu. Žije v Pardubicích.

## Dílo
Debutoval 1981 v Rovnosti, dále publikoval v Rudém právu, Dikobrazu, Tvorbě, Vlastě, Pochodni (Hradec Králové), Kmeni, Literárním měsíčníku aj. Podle jeho námětů a scénářů napsaných ve spolupráci s režisérem Dušanem Kleinem vznikla filmová hexalogie Jak svět přichází o básníky (1982, podle prózy Amatéři), Jak básníci přicházejí o iluze (1984), Jak básníkům chutná život (1987), Konec básníků v Čechách (1993), Jak básníci neztrácejí naději (2004) a Jak básníci čekají na zázrak (2016). Dále je autorem scénářů k filmům Dobří holubi se vracejí (1988) a Vážení přátelé, ano (1989). Scenáristicky se podílel také na filmu Kdo se bojí, utíká (1986, režie Dušan Klein, podle námětu Josefa Pohla). Je autorem scénáře televizní inscenace Dáma ví, kdy přijít (1992, rež. Dušan Klein). Román Osvobozené kino Mír pro Český rozhlas zdramatizovali Jana Pithartová a Pavel Krejčí (2008).